# Getal van Ohnesorge
Het getal van Ohnesorge (Oh) is een dimensieloos getal dat aangeeft of een vloeistof eenvoudig of juist lastig is te verstuiven.
{\displaystyle Oh={\eta  \over {\sqrt {\rho L\sigma }}}}
η = dynamische viscositeit [kg m−1 s−1 in SI-eenheden]
ρ = dichtheid [kg m−3]
L = karakteristieke lengte [m] (dit is bijvoorbeeld de diameter van een vloeistofdruppeltje)
σ = oppervlaktespanning [kg s−2]
Samen met het getal van Weber (We) kan het getal van Ohnesorge gebruikt worden om het uiteenvallen van een vloeistofstraal in druppeltjes en de impact van een vloeistofdruppel op een oppervlak te beschrijven. Dat komt onder andere van pas bij de studie van het drukproces in inkjetprinters. Bij dit laatste fenomeen zijn traagheids-, viskeuze en capillaire krachten aan het werk. Het Webergetal kwantificeert de krachten die het uitspreiden van de druppel bevorderen, zoals de snelheid van de druppel; het Ohnesorgegetal de krachten die het uitspreiden tegenwerken, zoals de viscositeit.
Dit dimensieloos getal is genoemd naar de Duitser Wolfgang von Ohnesorge (1901-1976), die het getal in 1936 introduceerde in zijn proefschrift.

## Voorbeeld
Voor water bij 20 °C is bij benadering de dichtheid gelijk aan 1000 kg/m3, de viscositeit 0,001 Pa.s en de oppervlaktespanning 0,073 N/m. Voor een druppel met een diameter van 3 mm (0,003 m) is het getal van Ohnesorge dan ongeveer 0,002.
Een even grote druppel van glycerine dat een dichtheid heeft van 1261 kg/m3, een oppervlaktespanning van ongeveer 0,063 N/m en een veel grotere viscositeit van 1,2 Pa.s, heeft een getal van Ohnesorge van ongeveer 2,46.
Archimedes ·
Atwood ·
Bagnold ·
Bejan ·
Biot ·
Bond ·
Brinkman ·
capillair getal ·
Cauchy ·
Damköhler ·
Darcy ·
Dean ·
Deborah ·
Eckert ·
Ekman ·
Eötvös ·
Euler ·
Froude ·
Galilei ·
Graetz ·
Grashof ·
Görtler ·
Hagen ·
Iribarren ·
Keulegan-Carpenter ·
Knudsen ·
Laplace ·
Lewis ·
Mach ·
Marangoni ·
Morton ·
Nusselt ·
Ohnesorge ·
Péclet ·
Prandtl ·
Rayleigh ·
Reynolds ·
Richardson ·
Roshko ·
Rossby ·
Rouse ·
Schmidt ·
Sherwood ·
Shields ·
Stanton ·
Stokes ·
Strouhal ·
Stuart ·
Suratman ·
Taylor ·
Ursell ·
Weber ·
Weissenberg ·
Womersley